# Tamanca
Tamanca este o arie protejată (arie specială de conservare — SAC, sit de importanță comunitară — SCI) din Spania întinsă pe o suprafață de 2.073,1 ha, integral pe uscat.

## Localizare
Centrul sitului Tamanca este situat la coordonatele 28°32′45″N 17°52′21″W / 28.5459°N 17.8724°V.

## Înființare
Situl Tamanca a fost declarat sit de importanță comunitară în octombrie 1999 pentru a proteja 1 specie de plante. Situl a fost protejat și ca arie specială de conservare în ianuarie 2010.

## Biodiversitate
Situată în ecoregiunea , aria protejată conține 4 habitate naturale: Păduri endemice cu Juniperus spp., Câmpuri de lavă și excavații naturale, Tufărișuri termo-mediteraneene și de pre-deșert, Păduri de pin endemic canariene.
La baza desemnării sitului se află o specie protejată de  plante: Cheirolophus junonianus.